# Territorialprälatur Marawi
Die Territorialprälatur Marawi (lat.: Territorialis Territorialis Praelatura Maraviensis) ist eine römisch-katholische Territorialprälatur mit Sitz in Marawi City auf der Insel Mindanao auf den Philippinen. 
Papst Paul VI. gründete am 20. November 1976 die Territorialprälatur Marawi aus Gebietsabtretungen der Territorialprälatur Iligan und unterstellte sie dem Erzbistum Ozamis. Sie umfasst die Provinz Lanao del Sur.

## Prälaten von Marawi
- Bienvenido Solon Tudtud (25. April 1977–26. Juni 1987)
  - Fernando Capalla, Apostolischer Administrator (1987–1991)
  - Desmond Hartford, Apostolischer Administrator (1991–2000)
- Edwin de la Peña y Angot MSP, seit dem 23. Juni 2000